# Cymaria
Cymaria  é um gênero botânico da família Lamiaceae.

## Espécies
- Cymaria acuminata
- Cymaria dichotoma
- Cymaria elongata
- Cymaria mollis

## Nome e referências
Cymaria Bentham, 1830